# Fran Ramovš

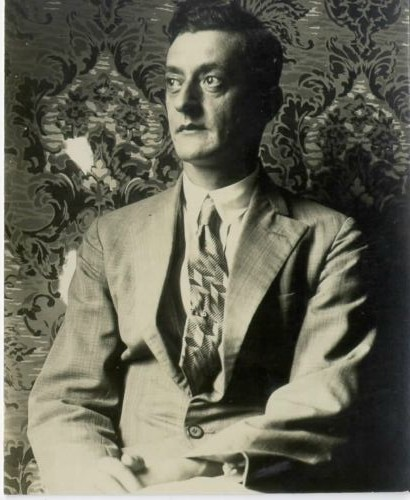
Fran Ramovš (um 1930)

Fran Ramovš (* 14. September 1890 in Ljubljana; † 16. September 1952 in Ljubljana) war ein jugoslawischer Linguist.

## Werdegang
Fran Ramovš studierte von 1910 bis 1914 in Wien und Graz Linguistik. 
1918 wurde ihm eine Stellung als Professor in Czernowitz angeboten, doch mit dem Zusammenbruch Österreich-Ungarns kehrte er von Graz nach Ljubljana zurück, wo die Vorbereitungen für die Gründung der Universität Ljubljana liefen.
Die Universität Ljubljana wurde 1919 gegründet und am 31. August 1919 gehörte Ramovš zu den ersten vier ordentlichen Professoren, die an die Universität berufen wurden. Er wurde zum Professor für indogermanische und slawische Linguistik ernannt und lehrte außerdem Akzentologie, allgemeine Phonetik, protoslawische und vergleichende indogermanische Grammatik.
1921 wurde ihm der Sohn Primož (1921–1999), der Komponist wurde, geboren.
Ramovš war von 1934 bis 1935 Kanzler der Universität Ljubljana. Er war Mitbegründer und Mitglied der Slowenischen Akademie der Wissenschaften und Künste und fungierte von 1950 bis 1952 als Vorsitzender der Akademie.

## Ehrungen (Auswahl)
- 1950 erhielt er den Prešeren-Preis für seine Arbeit am Slowenischen Normativen Leitfaden (slowenisch: Slovenski pravopis).
- Er war Ehrenmitglied der Slawistischen Gesellschaft Sloweniens (slowenisch: Slavistično društvo Slovenije).[4]
- Das Fran Ramovš Institut für slowenische Sprache der Slowenischen Akademie der Wissenschaften (slowenisch: Inštitut za slovenski jezik Frana Ramovša ZRC SAZU) trägt seinen Namen.[5]